# Temporaire Krijgsraad

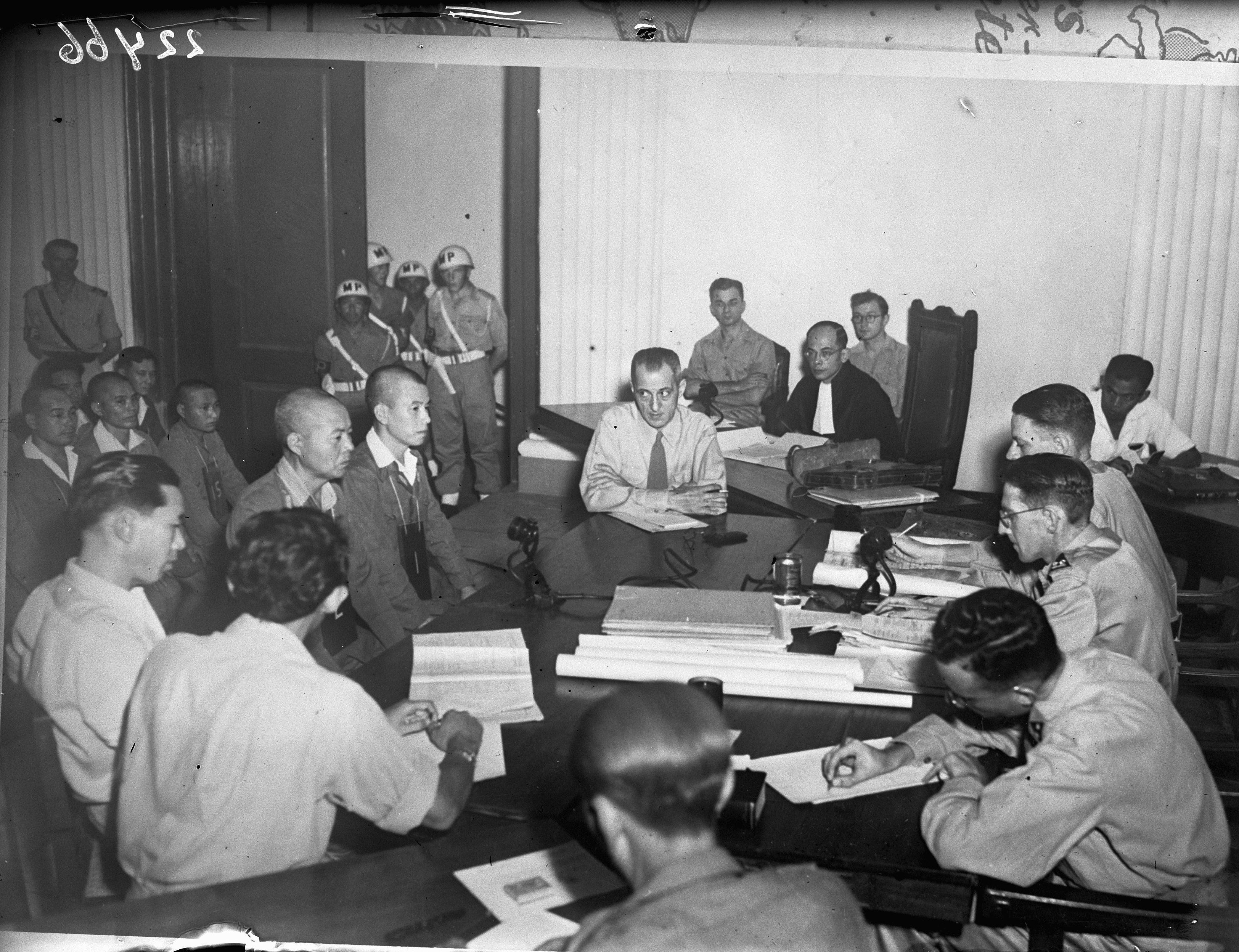
De Japanse Militaire Politie, de Kempeitai, voor de Temporaire Krijgsraad in Batavia (1947)

Een Temporaire Krijgsraad was een militaire rechtbank in voormalig Nederlands-Indië, na de Tweede Wereldoorlog belast met de berechting van Japanse oorlogsmisdadigers. 

## Geschiedenis
In de periode 1946-1949 waren er in totaal twaalf Temporaire Krijgsraden verspreid over de eilanden van Nederlands-Indië. Militaire rechtspraak is de rechtspraak door een militaire rechtbank, ook wel krijgsraad genoemd, over aan militaire jurisdictie onderworpen personen. Het gaat om rechtszaken tegen militairen en militair burgerpersoneel op grond van militair tuchtrecht en strafrecht, en in oorlogssituaties ook op grond van het internationaal humanitair oorlogsrecht.
Van 1946 tot 1948 werden de 28 belangrijkste Japanse oorlogsleiders, met uitzondering van de keizer, berecht tijdens het proces van Tokio. 
In veel geallieerde gebieden werden plaatselijke rechtszaken gevoerd tegen de ongeveer 4.000 Japanners die beschuldigd werden van oorlogsmisdaden en misdaden tegen de menselijkheid. Hieronder vielen misdrijven gepleegd tegen krijgsgevangenen en burgergeïnterneerden, massamoord, onrechtmatige executies, gedwongen prostitutie, schendingen van de wapenstilstand, en collaboratie.

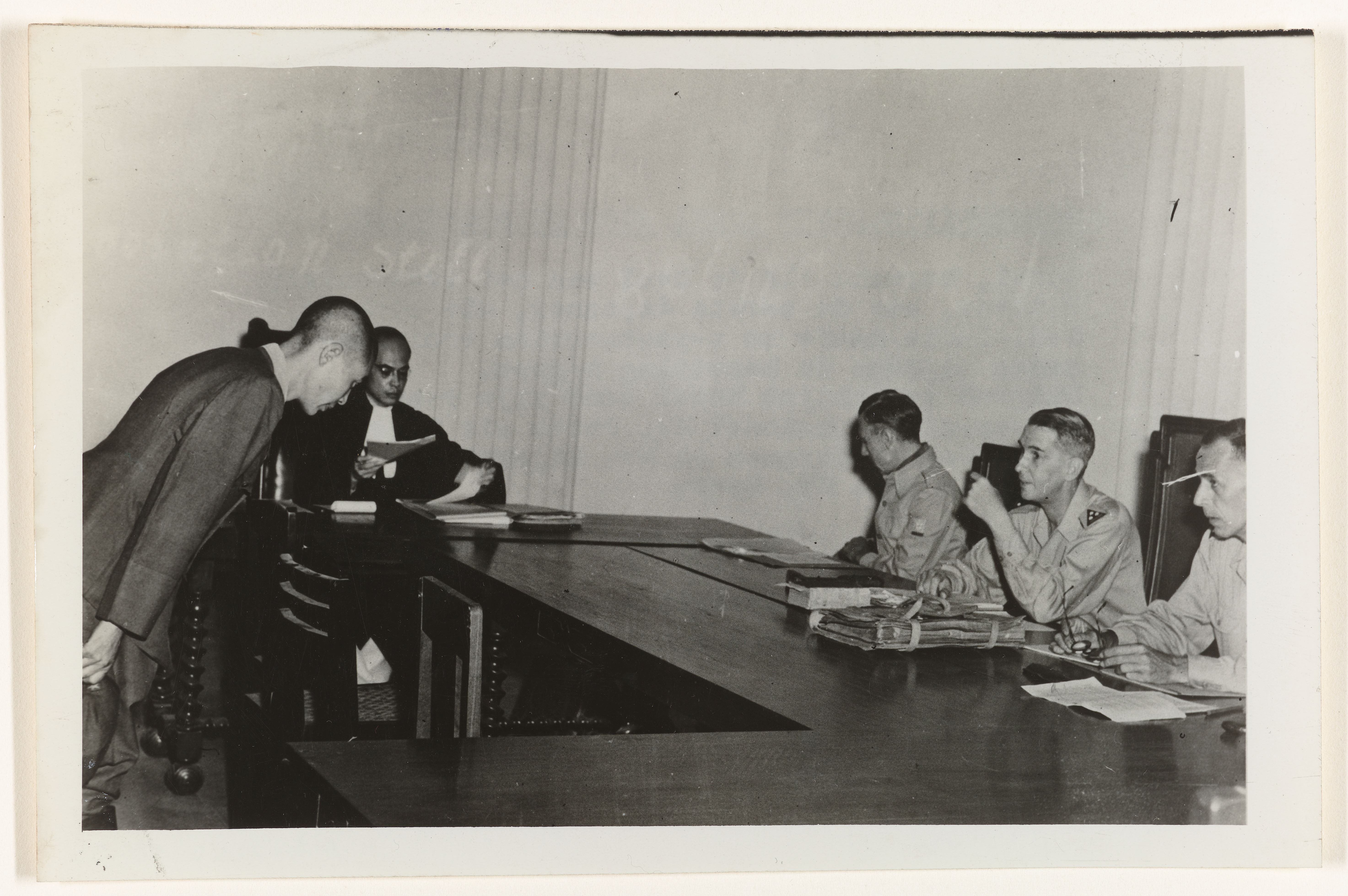
Kapitein Kenichi Sonei, commandant van interneringskamp voor vrouwen en kinderen 'Tjideng' in Batavia, voor de Temporaire Krijgsraad (1946)

De Japanners die voor een van de twaalf krijgsraden moesten verschijnen, werden verdedigd door Japanstalige advocaten, bijgestaan door Japanse tolken.
In augustus 1946 vond het eerste proces plaats voor de Temporaire Krijgsraad in Batavia tegen kapitein Kenichi Sonei, commandant van kamp Tjideng. Het laatste vonnis werd in juni 1949 uitgesproken, net voor de soevereiniteitsoverdracht van Nederland aan Indonesië. De krijgsraden op Java en Sumatra richtten zich met name op Japanse oorlogsmisdaden tegen de Europese bevolking, terwijl de krijgsraden in Borneo en de Grote Oost voornamelijk gericht waren op misdaden tegen de lokale bevolking.
Meer dan 3.000 Japanners bleven na de oorlog in Nederlands-Indië achter onder verdenking van oorlogsmisdrijven. In totaal 1.038 Japanners en 43 kampbewaarders afkomstig uit Korea en Formosa (het huidige Taiwan) werden in Nederlands-Indië berecht. Al tijdens de oorlog was door de geallieerden begonnen met het verzamelen van bewijsmateriaal; door verschillende opsporingsinstanties werden verklaringen afgenomen van slachtoffers en getuigen.

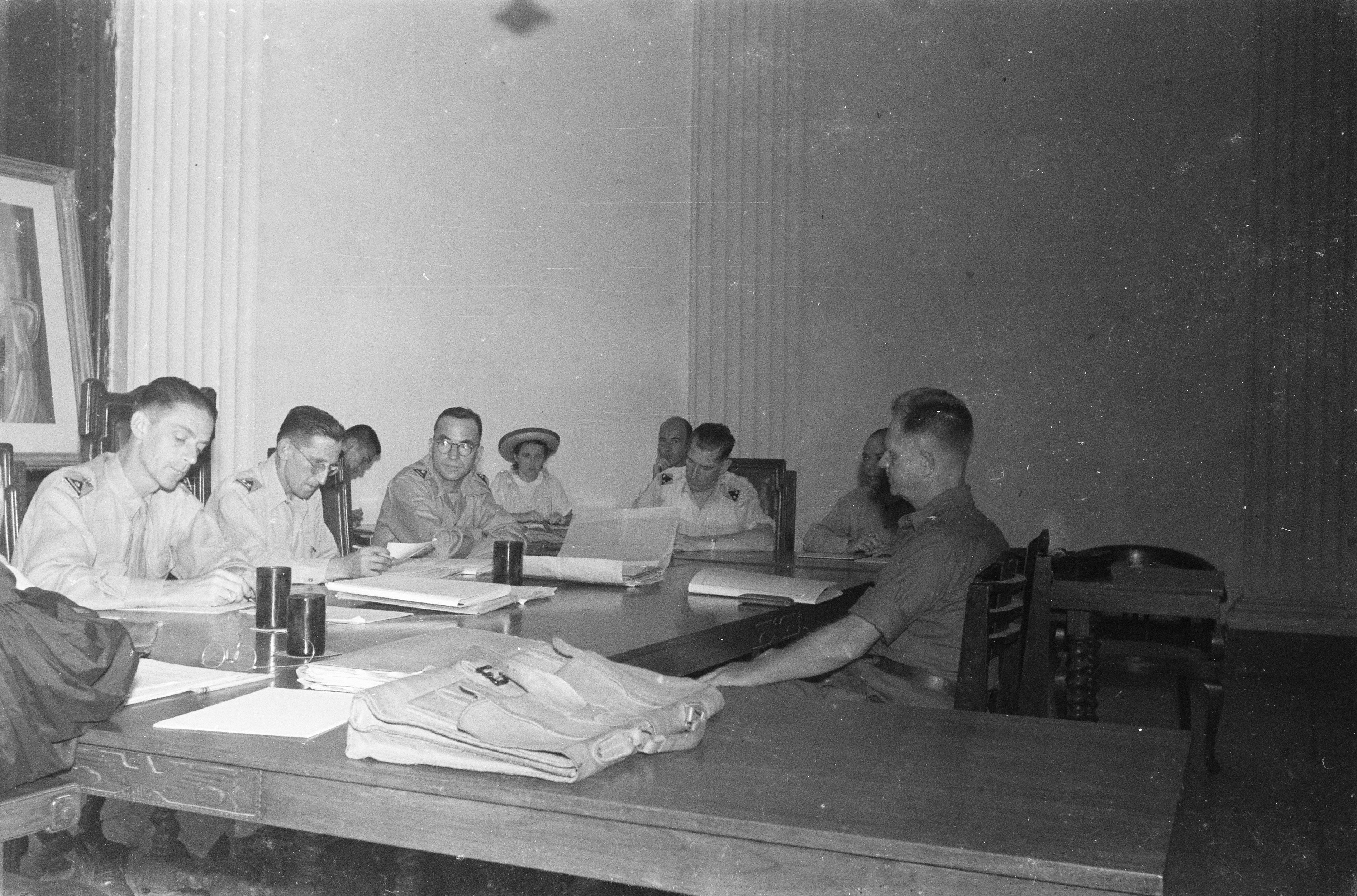
Rechtszaak voor de Temporaire Krijgsraad tegen Douwe Duursma, voormalig landrechter te Padang, beschuldigd van collaboratie tijdens de Japanse bezetting (1947)

Van de 1.038 berechte Japanners werden er 969 schuldig bevonden. Bijna een kwart van de veroordeelden kreeg de doodstraf opgelegd.  De relatieve hardheid van de vonnissen van de Temporaire Krijgsraden is ter discussie gesteld; in Nederlands-Indië werden 236 Japanners ter dood veroordeeld, terwijl in Nederland 18 Duitsers de doodstraf kregen. Dertien van de 18 Duitsers kreeg gratie, terwijl in Nederlands-Indië in tien gevallen van de doodstraf gratie is verleend. In Nederland zijn in totaal 39 doodstraffen uitgevoerd onder de naoorlogse regeling bijzondere rechtspleging.
De veroordeelden werden in 1949 overgebracht van Java naar Tokio om daar hun straf uit te zitten. Veel van de veroordeelden kwamen eerder vrij op basis van goed gedrag. In 1957 verliet de laatste Japanner die  door een Temporaire Krijgsraad veroordeeld was de Sugamo-gevangenis in Tokio.